# Cantando no SBT
Cantando no SBT foi um talent show musical exibido pelo SBT no horário nobre (das 20h30 a 21h30) e foi apresentado por Yudi Tamashiro e Priscila Alcântara e contou como jurado o cantor Afonso Nigro. O programa estreou em 3 de janeiro de 2011 e terminou em 26 de abril de 2011, com três temporadas no total.

## Sinopse
A primeira temporada do Cantando no SBT contou com seis programas. Na primeira fase eliminatória, que teve três programas, dez crianças se apresentaram em cada um deles. Ao final desta fase um total de doze crianças foram escolhidas para a semifinal. De acordo com a sua colocação, os semifinalistas ganharam medalhas de ouro, prata e bronze e também dividiram o prêmio em dinheiro. O cantor Afonso Nigro participa ativamente da escolha do melhor número apresentado. O vencedor da primeira temporada foi o João Victor, de 12 anos.
A segunda temporada do Cantando no SBT manteve o mesmo formato da anterior. Na primeira fase eliminatória, que também teve três episódios, dez crianças se apresentaram em cada um deles. Ao final desta fase, um total de doze crianças foram escolhidas e seguiram à semifinal. De acordo com a sua colocação, os semifinalistas ganharam medalhas de ouro, prata e bronze e também dividiram um prêmio em dinheiro. O cantor e produtor musical Afonso Nigro participa ativamente da escolha do melhor número apresentado. O vencedor da segunda temporada foi o Ícaro, de 10 anos.
A terceira temporada estreou em 4 de abril de 2011 e terminou em 25 de abril de 2011. Foi vencida pelo trio Nicolle, Fernando e Nicholas Torres, que participou do elenco de Carrossel.

## Apresentadores
- Priscila Alcântara
- Yudi Tamashiro

## Jurados
- Afonso Nigro